# Меркало
Меркало (итал. Mercallo) је насеље у Италији у округу Варезе, региону Ломбардија.
Према процени из 2011. у насељу је живело 1784 становника. Насеље се налази на надморској висини од 277 м.

## Становништво
Према резултатима пописа становништва 2011. у општини је живело 1.827 становника.
| 1936. | 1951. | 1961. | 1971. | 1981. | 1991. | 2001. | 2011. |
| ----- | ----- | ----- | ----- | ----- | ----- | ----- | ----- |
| 806   | 891   | 1.051 | 1.376 | 1.536 | 1.563 | 1.679 | 1.827 |